# Hans-Gustav Felber

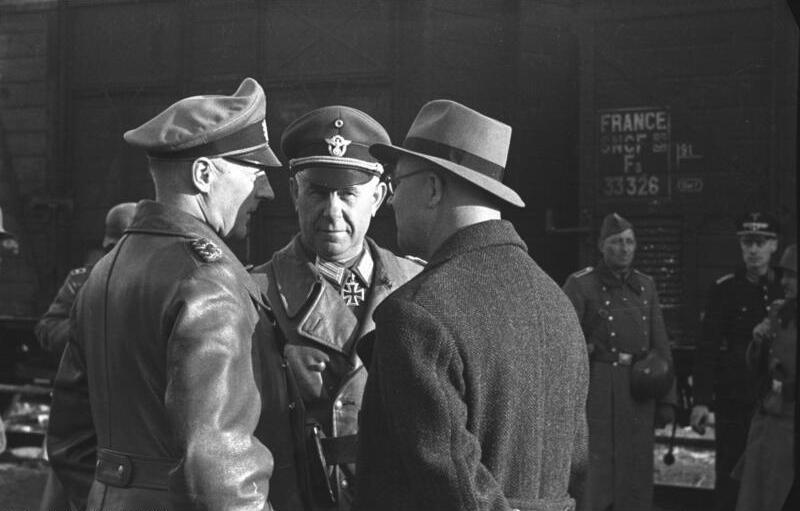
General Hans-Gustav Felber (links) 1943 am Güterbahnhof Gare d'Arenc, während der Deportation von Juden aus Marseille. Neben ihm Oberst Bernhard Griese (Kommandeur Polizei-Regiment Griese) und Carl Oberg (HSSPF Frankreich) in Zivil.

Hans-Gustav Felber (* 8. Juli 1889 in Wiesbaden; † 8. März 1962 in Frankfurt am Main) war ein deutscher General der Infanterie im Zweiten Weltkrieg.

## Laufbahn
Felber begann seine militärische Laufbahn am 17. März 1908 als Fahnenjunker im Infanterie-Leib-Regiment „Großherzogin“ (3. Großherzoglich Hessisches) Nr. 117 der Preußischen Armee in Mainz. Nach dem Besuch der Kriegsschule in Potsdam avancierte er am 17. August 1909 mit Patent vom 17. August 1907 zum Leutnant. Im Ersten Weltkrieg diente er als Bataillons- und Regimentsadjutant sowie als Kompanie- und Bataillonsführer und ab 1917 als Hauptmann im Stab der Großherzoglich Hessischen (25.) Division. Er besuchte 1918 den Generalstabslehrgang Sedan und diente anschließend bis Kriegsende beim AOK 2. Er erhielt beide Klassen des Eisernen Kreuzes, die Hessische Tapferkeitsmedaille sowie das Braunschweiger Kriegsverdienstkreuz II. Klasse.
Er blieb nach Kriegsende bei der Armee, trat Anfang Februar 1919 zum Hessischen Freikorps über und wurde am 1. Mai 1919 unter Belassung in seiner bisherigen Stellung in den Stab der Reichswehr-Brigade 18 versetzt. Anfang Oktober 1919 erfolgte seine Versetzung in den Stab des Infanterieführers II und mit der Ernennung zum Kompaniechef im 15. Infanterie-Regiment trat Felber am 1. Januar 1921 in den Truppendienst zurück. Zwischenzeitlich diente er auch in der Organisationsabteilung des Truppenamtes. Im Mai 1924 wurde er zum Stab des Infanterieführers VII versetzt, wo er ab Oktober 1925 als Lehrgangsleiter der Führergehilfenausbildung kommandiert war. Er absolvierte ab Oktober 1931 die Wachenfeld-Kurse und wurde am 1. April 1932 zum Oberstleutnant befördert. Felber war ab Februar 1933 Kommandeur des I. Bataillons im 1. (Preußisches) Infanterie-Regiments, wurde im August 1934 als Oberst zur besonderen Verfügung des Chefs der Heeresleitung gestellt und mit dem zunächst geheimen Aufbau der Kriegsakademie beauftragt. Nach einer zweimonatigen Verwendung als Kommandeur der Kriegsakademie erfolgte am 1. Juli 1935 seine Ernennung zum Chef des Stabes des III. Armeekorps. 1937 zum Generalmajor befördert, war Felber ab April 1938 Chef des Stabes des Heeresgruppenkommandos 3 in Dresden, das für den Überfall auf Polen 1939 zum AOK 8 umgewandelt wurde.
Diese Position behielt er, inzwischen zum Generalleutnant befördert, auch nach der Verlegung in den Westen und der Umbenennung in AOK 2. Im Februar 1940 wurde er zum Chef des Stabes der Heeresgruppe C unter Wilhelm Ritter von Leeb ernannt und nahm in dieser Dienststellung 1940 am Westfeldzug teil. Am 25. Oktober 1940 erhielt er nach seiner Beförderung zum General der Infanterie das Kommando über das XIII. Armeekorps, das er beim Angriff auf die Sowjetunion im Bereich der 4. Armee der Heeresgruppe Mitte führte. Im Januar 1942 wurde er in die Führerreserve versetzt und im April zum Kommandierenden General des in Frankreich an der Demarkationslinie eingesetzten Höheren Kommandos XXXXV. Am 21. Mai 1942 wurde daraus die Armeegruppe Felber (LXXXIII. Armeekorps) unter seiner Leitung gebildet, die aufgrund des Verbindungsstabs zum italienischen AOK 4 so bezeichnet wurde. In dieser Funktion war er in das Unternehmen Anton, die Besetzung Südfrankreichs im November 1942, eingebunden. Im August 1943 übergab er sein Kommando an Georg von Sodenstern, da er zum Militärbefehlshaber Südost (mit Zuständigkeit für Serbien) ernannt worden war. Vom 26. September bis zum 27. Oktober 1944 führte er die Armeeabteilung Serbien, anschließend das „Höhere Kommando Vogesen“ (auch „Korpsgruppe Felber“ genannt), aus dem später das neue XIII. Armeekorps hervorging.
Ab dem 22. Februar 1945 kommandierte er die 7. Armee. Am 23. März gelang US-Truppen unter General Patton die Rheinüberquerung bei Nierstein; am 25. März 1945 wurde Felber in die Führerreserve versetzt und blieb dort bis zur bedingungslosen Kapitulation der Wehrmacht.
Er war vom 8. Mai 1945 bis zum 8. Mai 1948 in US-amerikanischer Kriegsgefangenschaft.

## Mutmaßliche Beteiligung an Kriegsverbrechen
Die Deportation der polnischen Juden aus dem Ghetto Lodz wurde von Felber als damaligem Chef des Stabes der 8. Armee angeordnet, bevor der entsprechende Befehl von Reinhard Heydrich ausgegeben wurde. Dies zeigt, dass die Wehrmacht bereits frühzeitig an der Verfolgung der Juden führend beteiligt war.
Nach dem Unternehmen Anton wurde die Armeegruppe Felber für die Verteidigungsmaßnahmen im zuvor unter alleiniger Kontrolle des Vichy-Regimes stehenden Südfrankreich zuständig. Dabei waren Felbers Truppen unter anderem im Januar 1943 an der Razzia von Marseille und der Räumung und Sprengung des Hafenviertels Saint-Jean beteiligt; Felbers Anwesenheit am 23. Januar 1943 bei der Vorbesprechung im Hotel de Ville von Marseille sowie am Morgen des 24. Januar auf dem Deportationsbahnhof Gare d`Arenc ist bildlich bezeugt.
Gegen Felber wurde 1949 vor dem Landgericht Frankfurt am Main ein Ermittlungsverfahren wegen Verstoßes gegen das Völkerrecht in Bezug auf Geiselmorde in Serbien eingeleitet, das nicht fortgesetzt wurde.